# 노민기
노민기(盧民基, 1955년 3월 28일 ~ )는 대한민국의 제16대 노동부 차관을 지낸 공무원으로 제11대 한국산업안전보건공단 이사장을 역임했다. 본관은 광주이며, 광주광역시 출신이다.

## 학력
- 광주제일고등학교 졸업
- 중앙대학교 행정학 학사

## 경력
- 제21회 행정고시 합격
- 중앙노동위원회 사무국장
- 광주지방노동청장
- 노동부 고용총괄심의관
- 노동부 근로기준국장
- 노동부 노사정책국장
- 노동부 고용정책실장
- 노동부 고용정책본부장
- 노동부 정책홍보관리본부장
- 2007년 8년 ~ 2008년 2월 : 제16대 노동부 차관
- 2008년 6년 ~ 2011년 : 제11대 한국산업안전보건공단 이사장
- 2012년 4월 : 한국폴리텍2대학 인천캠퍼스 학장
- 2018년 3월 ~ 2023년 3월: 현대백화점그룹 사외이사
- 현대백화점그룹 사외이사후보추천위원회 위원장
- 현대백화점그룹 내부거래 위원회 위원
- 현대백화점그룹 보상 위원회 위원장

## 수상
- 1990년 : 근정포장
- 2005년 : 황조근정훈장
- 2009년 : 대한민국 글로벌 경영인 대상
- 2011년 : 국민신문고대상 국무총리상

| 전임 김성중 | 제16대 노동부 차관 2007년 8월 31일 ~ 2008년 2월 29일 | 후임 정종수 |